# 前312年
| 千纪： | 前1千纪 |
| 世纪： | 前5世纪 \| 前4世纪 \| 前3世纪 |
| 年代： | 前340年代 \| 前330年代 \| 前320年代 \| 前310年代 \| 前300年代 \| 前290年代 \| 前280年代                                                                                        |
| 年份： | 前317年 \| 前316年 \| 前315年 \| 前314年 \| 前313年 \| 前312年 \| 前311年 \| 前310年 \| 前309年 \| 前308年 \| 前307年                                                          |
| 纪年： | 周赧王三年 魯平公十一年 齊宣王八年 趙武靈王十四年 魏襄王七年 韓宣惠王二十一年 秦惠文王十三年 楚懷王十七年 宋康王十七年 衛嗣君二十三年 燕昭王二年 越王無彊三十一年 中山王十六年 |

## 大事记
- 秦楚丹陽、藍田之戰，楚懷王為報復張儀欺楚，發動大軍進攻秦國，秦國軍隊大破楚國軍隊於丹陽[需要消歧义]，斬殺八萬人，主帥屈匄陣亡。楚王再召集全國可徵召的部隊發動進攻，於藍田激戰秦軍，秦軍再勝。秦國、魏國和韓國發動進攻，攻打楚國。
- 燕不堪齊，迎故太子平繼位，為燕昭王，昭王於破燕之後即位，弔死問孤，與百姓同甘苦，卑身厚幣以招賢者。謂郭隗曰：「齊因孤之國亂而襲破燕，孤極知燕小力少，不足以報。然誠得賢士與共國，以雪先王之恥，孤之願也。先生視可者，得身事之！」郭隗曰：「古之人君有以千金使涓人求千里馬者，馬已死，買其首五百金而返。君大怒，涓人曰：『死馬且買之，況生者乎？馬今至矣。』不期年，千里之馬至者三。今王必欲致士，先從隗始。況賢於隗者，豈遠千里哉？」於是昭王為隗改築宮而師事之。於是士爭趣燕。樂毅自魏往，劇辛自趙往。昭王以樂毅為亞卿，任以國政。
- 韓宣惠王薨，太子倉立，為韓襄王。
- 托勒密一世在加沙戰役打敗了安提柯一世的兒子德米特裡，安提柯所任命的巴比倫尼亞總督培松陣亡，於是塞琉古一世趁機回到巴比倫收復他的領地，安提柯一世被迫與托勒密一世、利西馬科斯及卡山德達成和議。

## 逝世
- 屈匄，战国时期楚国将领，于丹阳之战战败身亡。
- 培松，亞歷山大大帝麾下將領，在繼業者戰爭中他被任命為巴比倫尼亞總督，並於加薩戰役戰死。